# Сюй Фей
Сюй Фей (нар. 17 вересня 1994) — китайська веслувальниця, бронзова призерка Олімпійських ігор 2020 року.

## Виступи на Олімпіадах
| Олімпіада  | Дисципліна | Місце |
| ---------- | ---------- | ----- |
| Токіо 2020 | вісімки    | 3     |

## Зовнішні посилання
- Сюй Фей на сайті FISA.

1. ↑  https://web.archive.org/web/20211008051626/https://olympics.com/tokyo-2020/olympic-games/en/results/rowing/athlete-profile-n1313011-xu-fei.htm